# Chesny
Chesny (Duits : Kessenach) is een gemeente in het Franse departement Moselle (regio Grand Est) en telt 380 inwoners (2004). De plaats maakt deel uit van het arrondissement Metz.

## Geografie
De oppervlakte van Chesny bedraagt 4,3 km², de bevolkingsdichtheid is 88,4 inwoners per km².
De onderstaande kaart toont de ligging van Chesny met de belangrijkste infrastructuur en aangrenzende gemeenten.

## Demografie
Onderstaande figuur toont het verloop van het inwonertal (bron: INSEE-tellingen).